# Três Pontas
Três Pontas este un oraș în Minas Gerais (MG), Brazilia.